# 体操しようよ
『体操しようよ』（たいそうしようよ）は、2018年11月9日公開の日本映画。監督は菊地健雄、主演は草刈正雄。
長年娘と二人で暮らしてきたシングルファーザーの不器用な父が定年を迎え、家のことを任せきりにしていた娘の親離れを機に家事に奮闘し「ラジオ体操」を通じて様々な仲間と出会っていくヒューマンコメディ。

## あらすじ
老舗の文具メーカーで38年働き定年退職を迎えた道太郎。妻を早くに亡くし、無遅刻無欠勤で長年真面目に働いてきた道太郎を妻の代わりにずっと支えてきたのはしっかり者の一人娘の弓子だった。定年退職後、道太郎はのんびり自由に暮らすつもりでいたが、娘から「これからの新しい主夫は、お父さんあなたです！」と宣言され、さらに弓子には結婚を考えている恋人がいることも知ってしまう。生きがいを失い時間を持て余して毎日を過ごしていた道太郎は、そんなとき公園で涙ぐむ女性・のぞみと出会う。のぞみは喫茶店オリビエの店主で、お店で彼女の話を聞いていくうちに彼女が参加しているラジオ体操に誘われ、道太郎も参加することになる。ラジオ体操のメンバーには様々な人がいて道太郎は彼らと一緒に奮闘し、だんだんと地域の人々に馴染んでいく。さらにメンバーのマドンナ的存在ののぞみに道太郎は徐々に惹かれていく。

## キャスト
- 佐野道太郎 - 草刈正雄
- 佐野弓子 - 木村文乃
- 神田義彦 - きたろう
- 馬場薫 - 渡辺大知
- 木島正幸 - 徳井優
- 青柳博之 - 諏訪太朗
- 駒井竜二 - 川瀬陽太
- 遠藤秋枝 - 山田真歩
- みどり - 片桐はいり
- 新庄真紀子 - 大島蓉子
- 小杉郁恵 - 稲川実代子
- 南波秀子 - 木村八重子
- 川崎典夫 - 加藤満
- 町田武 - 菅野久夫
- 中野詩織 - 平澤宏々路
- 岩田喜久子 - 余貴美子
- 前田繁則 - 小松政夫
- 並木晋 - 平泉成
- 藤澤のぞみ - 和久井映見

## スタッフ
- 監督 - 菊地健雄
- 脚本 - 和田清人、春藤忠温
- 音楽 - 野村卓史
- 撮影 - 佐々木靖之
- 照明 - 山本浩資
- 録音 - 高田伸也
- 美術 - 安藤真人
- 装飾 - 前屋敷恵介
- 編集 - 山崎梓
- ラインプロデューサー - 坂上也寸志
- 協力 - 全国ラジオ体操連盟、日本体育大学学友会体操部など
- 協賛 - かんぽ生命、タニタ、長谷工シニアホールディングス
- 製作者 - 鶴谷武親、春藤滋郎、菅野信三、宮崎伸夫、松井智、村田嘉邦、依田貴慎、有馬一昭
- プロデューサー - 春藤忠温、川端基夫、坂野かおり
- 共同プロデューサー - 松浦敬
- 製作プロダクション - ポリゴンマジック
- 製作委員会メンバー - ポリゴンマジック、パレード、東急レクリエーション、朝日新聞社、ハピネット、博報堂DYミュージック&ピクチャーズ、アサツー ディ・ケイ、イオンエンターテイメント
- 配給 - 東急レクリエーション

## 主題歌
- RCサクセション『体操しようよ』[2]
  - アルバム『PLEASE』（1980年）に収録されている楽曲